# Khalifa International Tennis and Squash Complex
O Khalifa International Tennis and Squash Complex é um complexo de tênis sediado em Doha, Qatar. O local e de propriedade da Federação Qatari de Tênis, inaugurado em 1992. 
É sede dos torneios WTA de Doha, ATP de Doha e foi sede do WTA Finals entre 2008 e 2010. e do Asian Games de 2006 para o squash.